# Sergio Roitman
Pour les articles homonymes, voir Roitman.
Sergio Roitman, né le 16 mai 1979 à Buenos Aires, est un joueur de tennis argentin professionnel de 1996 à 2009.

## Palmarès

### Titres en double (2)
| No | Date       | Nom et lieu du tournoi | Catégorie   | Dotation  | Surface      | Partenaire       | Finalistes                          | Score         |          |
| -- | ---------- | ---------------------- | ----------- | --------- | ------------ | ---------------- | ----------------------------------- | ------------- | -------- |
| 1  | 17-07-2000 | Dutch Open Amsterdam   | Int' Series | 375 000 $ | Terre (ext.) | Andrés Schneiter | Edwin Kempes Dennis van Scheppingen | 4-6, 6-4, 6-1 | Parcours |
| 2  | 16-07-2001 | Croatia Open Umag      | Int' Series | 375 000 $ | Terre (ext.) | Andrés Schneiter | Ivan Ljubičić Lovro Zovko           | 6-2, 7-5      | Parcours |

## Parcours dans les tournois duGrand Chelem

### En simple
| Année | Open d'Australie | Open d'Australie | Internationaux de France | Internationaux de France | Wimbledon       | Wimbledon  | US Open         | US Open    |
| ----- | ---------------- | ---------------- | ------------------------ | ------------------------ | --------------- | ---------- | --------------- | ---------- |
| 2003  | —                | —                | 1er tour (1/64)          | A. Costa                 | —               | —          | —               | —          |
| 2004  | —                | —                | —                        | —                        | —               | —          | —               | —          |
| 2005  | —                | —                | —                        | —                        | —               | —          | —               | —          |
| 2006  | —                | —                | 1er tour (1/64)          | D. Hrbatý                | —               | —          | —               | —          |
| 2007  | 1er tour (1/64)  | N. Davydenko     | 1er tour (1/64)          | T. Robredo               | 1er tour (1/64) | D. Ferrer  | 1er tour (1/64) | R. Gasquet |
| 2008  | 1er tour (1/64)  | D. Gremelmayr    | 1er tour (1/64)          | G. García                | 1er tour (1/64) | M. Youzhny | 1er tour (1/64) | A. Murray  |
| 2009  | —                | —                | 1er tour (1/64)          | J. Melzer                | 1er tour (1/64) | M. Fish    | —               | —          |

N.B. : à droite du résultat se trouve le nom de l'ultime adversaire.

### En double
| Année | Open d'Australie             | Open d'Australie          | Internationaux de France     | Internationaux de France  | Wimbledon                    | Wimbledon                     | US Open                     | US Open                |
| ----- | ---------------------------- | ------------------------- | ---------------------------- | ------------------------- | ---------------------------- | ----------------------------- | --------------------------- | ---------------------- |
| 2001  | 1er tour (1/32) A. Schneiter | B. Black D. Prinosil      | 1er tour (1/32) A. Schneiter | J. I. Carrasco O. Fukárek | 1er tour (1/32) A. Schneiter | J.-L. de Jager J. Stark       | 2e tour (1/16) A. Schneiter | M. Bertolini D. Bowen  |
| 2002  | 1er tour (1/32) A. Schneiter | W. Ferreira I. Kafelnikov | 1/8 de finale A. Schneiter   | W. Arthurs P. Hanley      | 1er tour (1/32) A. Schneiter | T. Cibulec L. Friedl          | —                           | —                      |
| 2003  | —                            | —                         | 2e tour (1/16) J. I. Chela   | J. Eagle J. Palmer        | 1er tour (1/32) A. Calleri   | M. García D. Nalbandian       | —                           | —                      |
| 2004  | —                            | —                         | —                            | —                         | —                            | —                             | —                           | —                      |
| 2005  | —                            | —                         | —                            | —                         | —                            | —                             | —                           | —                      |
| 2006  | —                            | —                         | —                            | —                         | —                            | —                             | —                           | —                      |
| 2007  | 2e tour (1/16) R. Ramírez    | J. Björkman M. Mirnyi     | 2e tour (1/16) M. Verkerk    | S. Aspelin J. Knowle      | —                            | —                             | 1er tour (1/32) P. Starace  | M. Granollers F. López |
| 2008  | 1er tour (1/32) J. Acasuso   | W. Eschauer F. Mayer      | 2e tour (1/16) A. Montañés   | J. Björkman K. Ullyett    | —                            | —                             | 1/2 finale T. Robredo       | B. Bryan M. Bryan      |
| 2009  | —                            | —                         | 2e tour (1/16) G. García     | J. Acasuso F. González    | 1er tour (1/32) M. Vassallo  | Sa. Ratiwatana So. Ratiwatana | 1er tour (1/32) S. Prieto   | M. Damm R. Lindstedt   |

N.B. : le nom du ou de la partenaire se trouve sous le résultat ; le nom des ultimes adversaires se trouve à droite.